# Эдур, Том
Том Э́дур (англ. Tom Edur; полное имя То́мас Э́дур, англ. Thomas Edur, эст. Toomas Edur; род. 18 ноября 1954, Торонто, провинция Онтарио) — канадский хоккеист эстонского происхождения, защитник.
В 1973—1976 годы играл в лиге Всемирной хоккейной ассоциации в кливлендском клубе «Cleveland Crusaders», в 1976—1978 годы — в клубах НХЛ «Колорадо Рокиз» и «Питтсбург Пингвинз».
В 1978 году ушёл из спорта и начал изучать Библию со свидетелями Иеговы. С начала 1990-х годов вместе с супругой Элизабет живёт в Эстонии, работает в общинном центре свидетелей Иеговы в Таллине.